# Katie Douglas
Katie Emily Douglas, född 19 oktober 1998 i Burlington, Ontario, är en kanadensisk skådespelerska som är känd för sina roller som Naomi Malik i Mary Kills People och Sally Wilcox i Spooksville. Från 2021 spelar hon även rollen som Abby i Ginny & Georgia.